# Wereldbeker schaatsen 2018/2019 - Wereldbeker 2
De Wereldbeker schaatsen 2018/2019 Wereldbeker 2 was de tweede wedstrijd van het wereldbekerseizoen die van 23 tot en met 25 november 2018 plaatsvond op het Tomakomai Highland Sport Center in Tomakomai, Japan. Het was de eerste keer sinds de wereldbekerwedstrijd in Baselga di Piné in februari 2008 dat er een wereldbekerwedstrijd op een buitenbaan geschaatst werd.

## Tijdschema
| Datum                | Onderdeel |
| -------------------- | --- |
| Vrijdag 23 november  | Ploegenachtervolging vrouwen Ploegenachtervolging mannen 1e 500 meter vrouwen 1e 500 meter mannen                  |
| Zaterdag 24 november | 2e 500 meter mannen 1500 meter vrouwen 1500 meter mannen 2e 500 meter vrouwen Massastart mannen Massastart vrouwen |
| Zondag 25 november   | 1000 meter vrouwen 1000 meter mannen 3000 meter vrouwen 5000 meter mannen Teamsprint vrouwen Teamsprint mannen     |

## Podia

### Mannen
| Wedstrijd            | Goud                                                      | Tijd              | Zilver                                                            | Tijd              | Brons                                                              | Tijd              |
| 1e 500 m             | Tatsuya Shinhama Japan                                    | 35,45 BR          | Yuma Murakami Japan                                               | 35,53             | Jan Smeekens Nederland                                             | 35,58             |
| 2e 500 m             | Tatsuya Shinhama Japan                                    | 35,20 BR          | Viktor Moesjtakov Rusland                                         | 35,44             | Yuma Murakami Japan                                                | 35,53             |
| 1000 m               | Kjeld Nuis Nederland                                      | 1.10,45 BR        | Kai Verbij Nederland                                              | 1.10,72           | Thomas Krol Nederland                                              | 1.10,91           |
| 1500 m               | Kjeld Nuis Nederland                                      | 1.47,61 BR        | Patrick Roest Nederland                                           | 1.48,20           | Thomas Krol Nederland                                              | 1.48,39           |
| 5000 m               | Bart Swings België                                        | 6.34,85 BR        | Sverre Lunde Pedersen Noorwegen                                   | 6.36,86           | Patrick Roest Nederland                                            | 6.37,32           |
| Massastart           | Vital Michajlaw Wit-Rusland                               | 68 punten 8.06,54 | Um Cheon-ho Zuid-Korea                                            | 40 punten 8.15,94 | Bart Swings België                                                 | 20 punten 8.16,23 |
| Teamsprint           | Rusland Aleksej Jesin Artjom Koeznetsov Roeslan Moerasjov | 1.23,54           | Nederland Kjeld Nuis Hein Otterspeer Kai Verbij                   | 1.23,64           | Canada Laurent Dubreuil Christopher Fiola Antoine Gélinas-Beaulieu | 1.24,23           |
| Ploegenachtervolging | Nederland Marcel Bosker Patrick Roest Douwe de Vries      | 3.45,87           | Noorwegen Håvard Bøkko Simen Spieler Nilsen Sverre Lunde Pedersen | 3.47,15           | Japan Seitaro Ichinohe Ryosuke Tsuchiya Shane Williamson           | 3.47,17           |

### Vrouwen
| Wedstrijd            | Goud                                                | Tijd              | Zilver                                                         | Tijd              | Brons                                                           | Tijd              |
| 1e 500 m             | Nao Kodaira Japan                                   | 38,03 BR          | Vanessa Herzog Oostenrijk                                      | 38,52             | Daria Katsjanova Rusland                                        | 38,82             |
| 2e 500 m             | Nao Kodaira Japan                                   | 38,26             | Vanessa Herzog Oostenrijk                                      | 38,56             | Brittany Bowe Verenigde Staten                                  | 38,99             |
| 1000 m               | Nao Kodaira Japan                                   | 1.17,31 BR        | Brittany Bowe Verenigde Staten                                 | 1.17,65           | Vanessa Herzog Oostenrijk                                       | 1.17,77           |
| 1500 m               | Ireen Wüst Nederland                                | 1.58,74 BR        | Miho Takagi Japan                                              | 1.59,28           | Brittany Bowe Verenigde Staten                                  | 1.59,82           |
| 3000 m               | Isabelle Weidemann Canada                           | 4.10,18 BR        | Martina Sáblíková Tsjechië                                     | 4.13,00           | Francesca Lollobrigida Italië                                   | 4.13,47           |
| Massastart           | Kim Bo-reum Zuid-Korea                              | 60 punten 8.52,18 | Francesca Lollobrigida Italië                                  | 40 punten 8.52,25 | Ivanie Blondin Canada                                           | 20 punten 8.52,26 |
| Teamsprint           | Nederland Letitia de Jong Jutta Leerdam Janine Smit | 1.32,10           | Italië Francesca Bettrone Noemi Bonazza Francesca Lollobrigida | 1.32,12           | Canada Ivanie Blondin Kaylin Irvine Heather McLean              | 1.32,81           |
| Ploegenachtervolging | Japan Ayano Sato Miho Takagi Nana Takagi            | 3.02,37           | Canada Ivanie Blondin Keri Morrison Isabelle Weidemann         | 3.05,95           | Rusland Jelizaveta Kazelina Jevgenia Lalenkova Natalja Voronina | 3.06,69           |